# Jean Chassagne

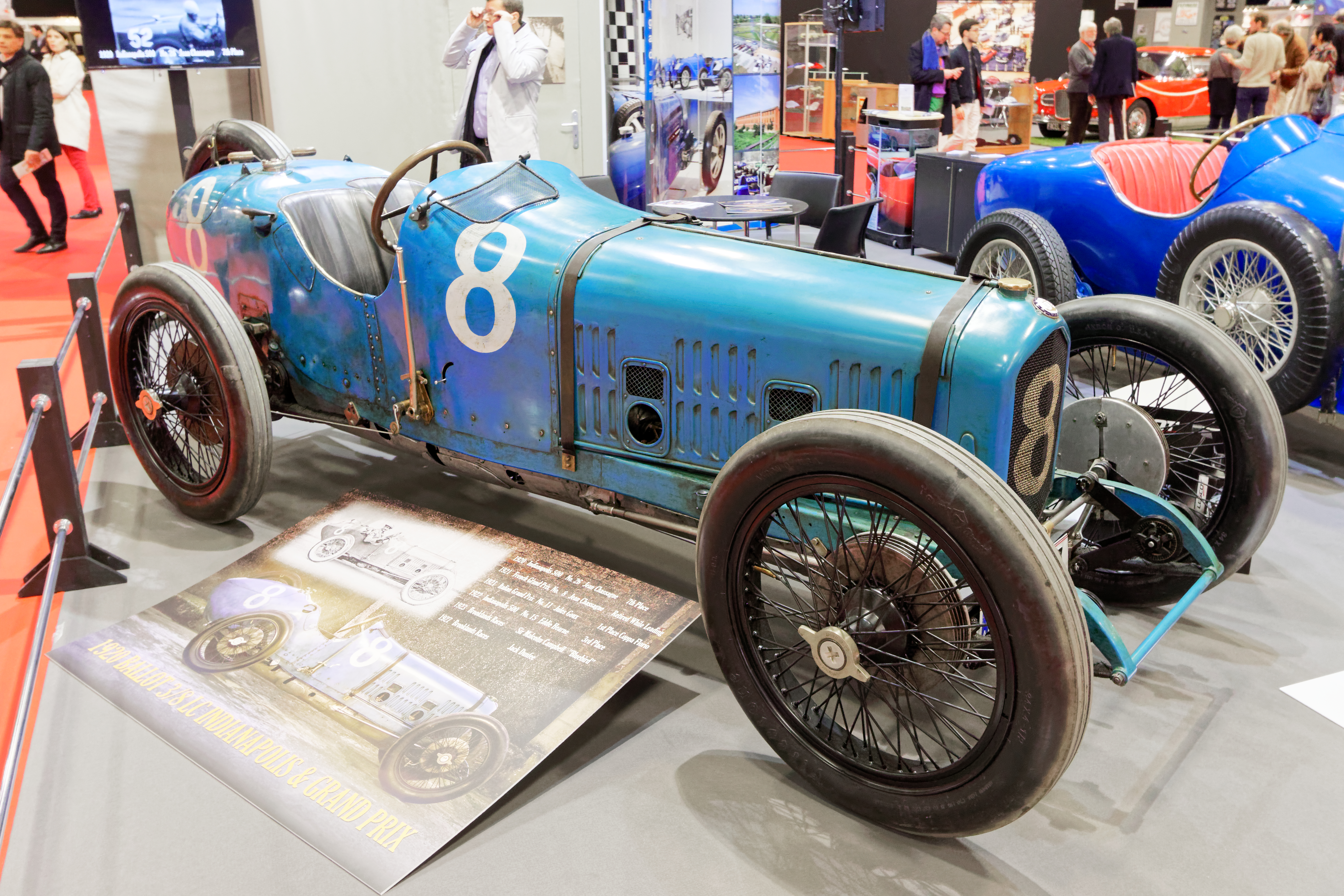
El Ballot n° 2 de Chassagne, utilizado en 1920 en las 500 millas de Indianápolis, y en el GP de Francia de 1921

Jean Chassagne (26 de julio de 1881 - 13 de abril de 1947) fue un piloto automovilístico francés, uno de los Bentley Boys. Ligado a las marcas de coches Sunbeam y Bentley, antes de iniciar su carrera automovilística, había servido en submarinos de la marina francesa y se había dedicado a pilotar aviones.

## Biografía
Primeros años
Chassagne, nacido en 1881, se crio en la localidad francesa de La Croisille-sur-Briance, Haute-Vienne, cerca de Limoges, y más adelante en Borgoña, en circunstancias modestas. Su padre, adiestrador de caballos, murió en un accidente de equitación cuando Chassagne todavía era joven. Asistió a L’Ecole Professionnelle de St Leonard de Noblat, y luego a la prestigiosa Escuela de Artes y Oficios, circunstancia que condicionaría su posterior relación con el mundo del motor.
Armada francesa y submarinos
En 1900, se alistó en la Marina Francesa. Fue formado como mecánico y en 1901 trabajó en los talleres de la flota y luego en 1903 como mecánico en un bote torpedero. Se ofreció como voluntario para servir en el buque Montcalm durante dos años, interviniendo en la defensa de Saigón y también navegó a América, África, China y Japón.
En 1905 se presentó voluntario como tripulante de submarinos, permaneciendo durante diez meses en tres de ellos (L'Espadon; el Gymnote, primer submarino totalmente eléctrico del mundo; y el Gustave Zédé).
Aviación
Hacia 1906, Chassagne estuvo trabajando en los talleres de Clément-Bayard, participando en el desarrollo de los motores de los monoplanos experimentales Demoiselle de Santons-Dumont. En agosto de 1910 obtuvo su licencia de piloto, con el número 160. Participó en varios eventos aéreos, incluido el cruce del estuario de la bahía del Sena, ganando los premios de altitud y velocidad en Lieja. Se estrelló en Deauville debido a un problema con el motor, pero escapó con solo unas pocas astillas del marco de madera en sus muslos. Luego fue nombrado piloto principal de la Escuela de vuelo Hanriot, donde entrenó a muchos de los primeros aviadores pioneros, y en 1911 se convirtió en Director de la Escuela de vuelo de Algeciras, España, donde fue responsable de la formación de oficiales españoles. En 1912 Chassagne volvió a volar con Clément-Bayard, donde fue responsable de las pruebas y el desarrollo de los nuevos motores aeronáuticos en vuelos de larga distancia, como París a Reims, París-Mourmelon-Reims-Soissons-París, así como notablemente de Issy a Reims. Ese año conoció a Louis Coatalen, lo que le permitió unirse al equipo de competición de Sunbeam, retirándose de volar.
Automovilismo

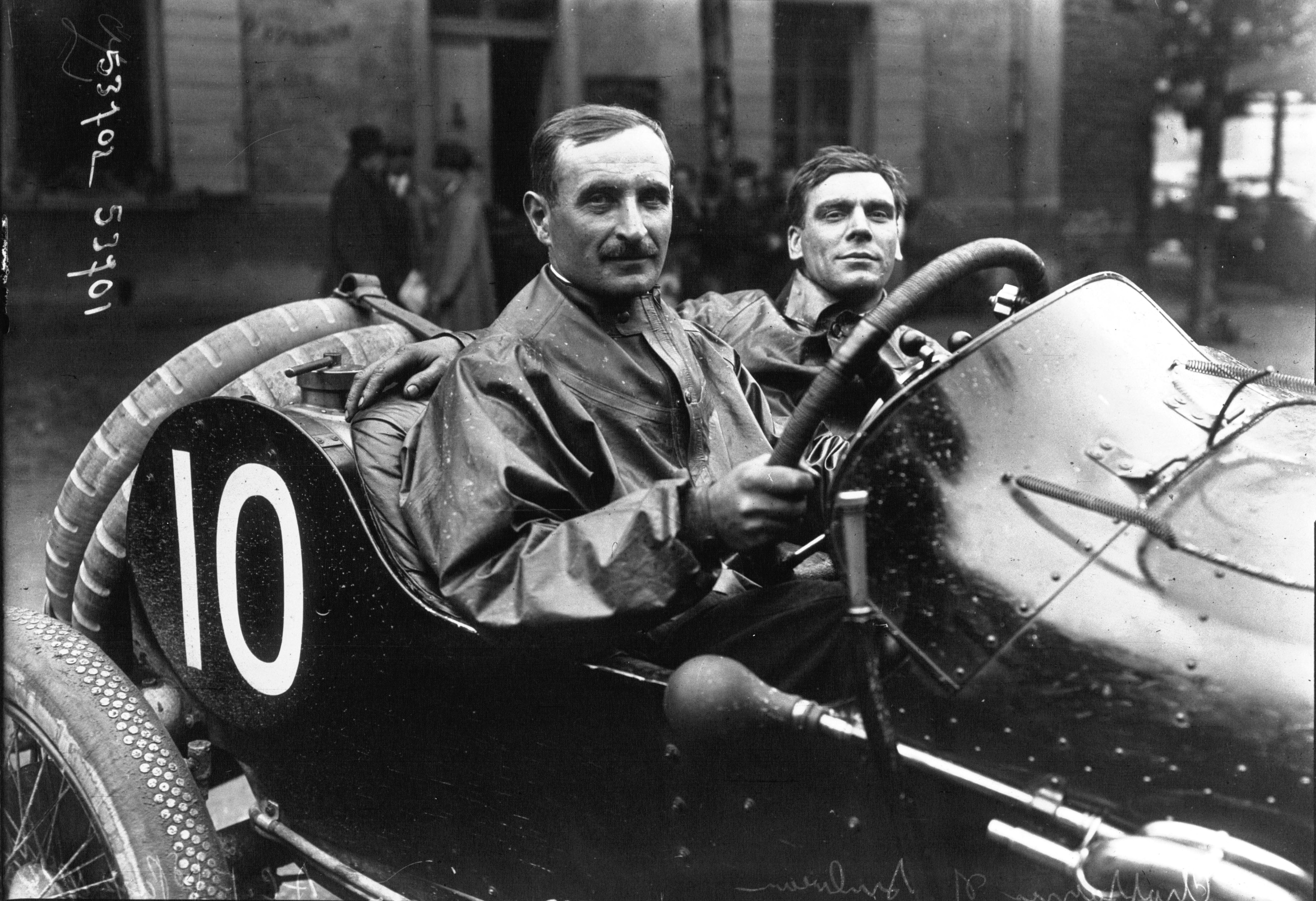
Chassagne en el Gran Premio de Francia de 1914

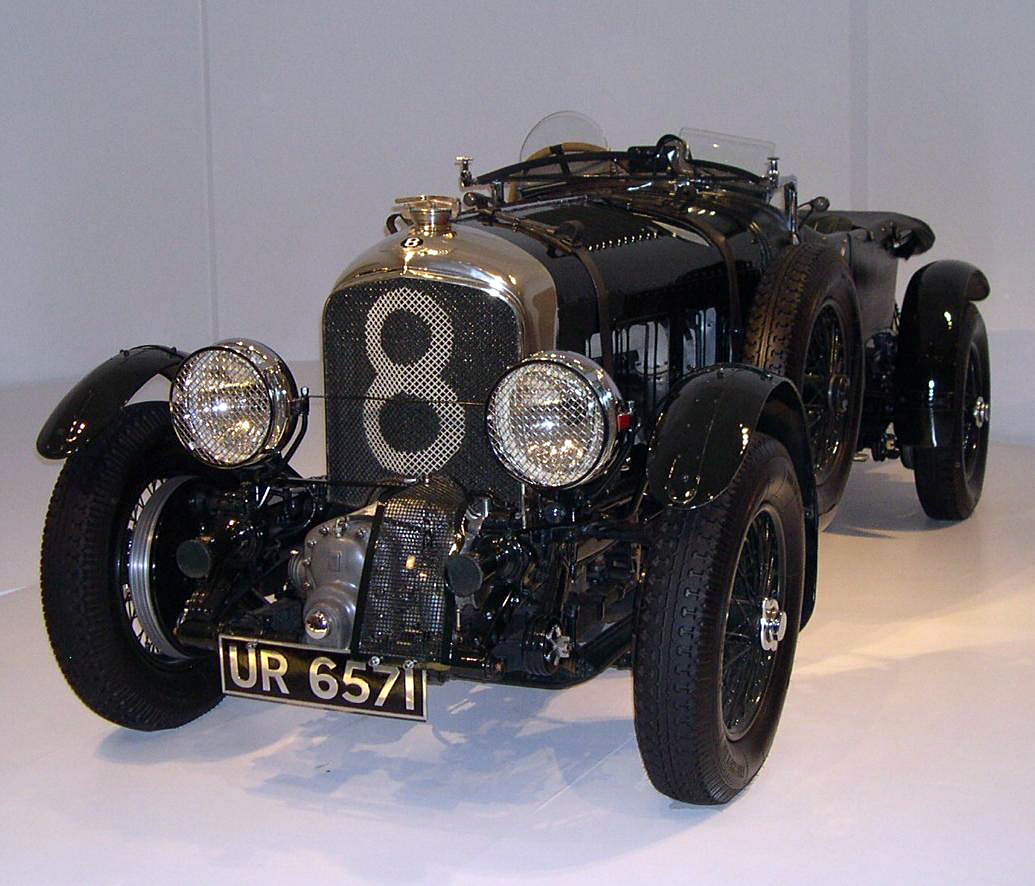
Bentley 4½ Litre de Frank Clement y Chassagne, 4º en Le Mans 1929

Chassagne había comenzado a competir en 1910 como piloto de fábrica en Hispano-Suiza (después de ser mecánico de a bordo en 1907 con Victor Demogeot), terminando cuarto en la Copa de Cataluña y tercero en el Grand Prix "Cup of Carts" el mismo año.
Ya con Sunbeam como piloto oficial de la marca, terminó tercero en el Gran Premio de Francia de 1913, detrás de Georges Boillot y de Jules Goux. Posteriormente obtuvo la primera plaza de salida en las 500 Millas de Indianápolis en 1914, también con Sunbeam. En este período, disputó dos regatas de lanchas rápidas para la marca británica.
La Primera Guerra Mundial interrumpió su carrera, solicitando servir en el ejército francés como piloto de aviación. Sin embargo, a petición del Almirantazgo Británico, se unió a Sunbeam para asesorar, desarrollar y probar motores aeronáuticos para el esfuerzo de guerra.
En 1920 y 1921 participó de nuevo en las 500 Millas de Indianápolis, terminando séptimo en esta segunda ocasión. Ese mismo año de 1921, terminó segundo con su mecánico de a bordo Robert Laly en el Gran Premio de Italia conduciendo un Ballot 3L, por detrás de Jules Goux, teniendo que retirarse del Gran Premio de Francia, al igual que en 1922, con Sumbean. 
También en 1922, convertido en segundo piloto de nuevo con Robert Laly, ganó el RAC Tourist Trophy organizado en la isla de Man a bordo de un Sunbeam, siendo el primer continental en conseguirlo, y además participó en la Coppa Florio.
Dejó los monoplazas por las pruebas de resistencia a finales de 1925, tras su victoria en la sexta edición de la Subida a Gometz-le-Châtel, cerca de París, en un Talbot 1.5 L.
En las 24 Horas de Le Mans se calificó tres veces entre los cinco primeros en seis apariciones consecutivas, de 1925 a 1930. En 1925, en su primera aparición, fue segundo con el Sunbeam Sport Le Mans oficial, formando pareja con el piloto inglés 'Sammy' Davis (que ganaría la prueba en 1927). Las dos ediciones siguientes, 1926 y 1927, las correría con su amigo Robert Laly al volante de un Ariès, liderando en 1927 la prueba durante tres vueltas, antes de ser rebasados por los británicos Dudley Benjafield y Sammy Davis a dos horas del final, cuando tuvieron que abandonar por los problemas mecánicos de su automóvil.
También fue tercero en las 24 Horas de Spa de 1927 con Laly, en un Ariès.
Chassagne contaba con 47 años de edad cuando se unió a las filas de los "Bentley Boys". La reputación de Bentley en las carreras de resistencia era inigualable y sus éxitos en las 24 Horas de Le Mans eran legendarios. Las tres ediciones siguientes de la prueba, Chassagne las correría con Bentley, formando equipo con sus antiguos rivales. La primera de ellas, en 1928, compartió coche con otra leyenda de las carreras, Henry Tim Birkin. El quinto puesto logrado, aunque sin duda respetable, no refleja la tenaz actuación de Chassagne en esta carrera. Birkin, que había sufrido un pinchazo en la zona de Arnage, abandonó el automóvil, que no estaba equipado con un gato, y regresó a los boxes, donde el "viejo Chassagne" cogió dos gatos bajo los brazos, y comentó "Maintenant, c'est a moi" (Ahora, esto es mío). Recorrió todo lo rápido que pudo las tres millas que había hasta llegar a la zanja donde estaba el Bentley, le cambió la rueda y siguió conduciéndolo. WO Bentley le otorgó a Chassagne un trofeo de plata en reconocimiento a esta extraordinaria hazaña.

En 1929, los Bentley 4.5 Litros arrasaron en Le Mans, copando las cuatro primeras posiciones, siendo precisamente cuarto Chassagne, formando pareja con el piloto británico Frank Clement. Finalmente, en 1930, volvió a formar pareja con Birkin, pero los problemas mecánicos con su Bentley sobrealimentado les impidieron finalizar la prueba.  
Se retiró definitivamente de las carreras después de su última aparición en el Gran Premio de Irlanda de 1930, cosechando un abandono en la prueba organizada en el parque Fénix de Dublín.
Retirada
A los 49 años de edad, en 1931, asumió el cargo de representante de Castrol Oils para la industria aeronáutica, y dirigió el concesionario de Bentley en Neuilly. Después de la ocupación nazi de Francia en 1939, Chassagne se mudó de su casa en París a La Croisille-sur-Briance, Limoges. Murió a los 65 años en 1947, y está enterrado en el cementerio de su pueblo natal, La Croisille-sur-Briance.

## Resultados

### 500 Millas de Indianápolis
| Año     | Coche   | Salida  | Calif   | Posic   | Final   | Vueltas | Líder | Retirado       |
| ------- | ------- | ------- | ------- | ------- | ------- | ------- | ----- | -------------- |
| 1914    | 12      | 1       | 88.310  | 17      | 29      | 20      | 0     | Avería T4      |
| 1920    | 26      | 4       | 95.450  | 4       | 7       | 200     | 1     | Corriendo      |
| 1921    | 19      | 6       | 91.000  | 13      | 18      | 65      | 0     | Capota perdida |
| Totales | Totales | Totales | Totales | Totales | Totales | 285     | 1     |                |

| Salidas      | 3 |
| Poles        | 1 |
| Primera fila | 1 |
| Victorias    | 0 |
| Top 5        | 0 |
| Top 10       | 1 |
| Retirado     | 2 |

## Reconocimientos
- Fue nombrado caballero de la Legión de Honor en 1935, en reconocimiento a sus logros en el deporte del motor.
- En honor a su asociación con Bentley Motors, una plaza en la 'Rolls Avenue de Crewe lleva su nombre.
- El estadio municipal de la localidad de La Croisille-sur-Briance se llama "Stade Jean Chassagne".
- En Limoges una calle también conmemora al piloto.

## Imágenes
|  |  |  |  |